# Prințesa Ana de Muntenegru
Anna Petrović-Njegoš, Prințesă de Muntenegru (18 august 1874 - 22 aprilie 1971) a fost al șaptelea  copil și a șasea fiică a regelui Nicolae I al Muntenegrului și a soției acestuia, Milena Vukotić.